# Lista de prêmios e indicações recebidos por Ivete Sangalo
Esta é uma lista de prêmios e indicações recebidas por Ivete Sangalo, uma cantora e apresentadora de televisão brasileira.
Ivete Sangalo, iniciou sua carreira musical na Banda Eva. Em 1999, lançou o álbum solo homônimo Ivete Sangalo, que vendeu mais de 150 mil cópias. Do álbum, saiu o single "Se Eu Não Te Amasse Tanto Assim", canção que marcou a carreira de Ivete Sangalo. O single foi um sucesso esmagador nas paradas de sucesso. Foi o primeiro número #1 de sua carreira, e foi mais sucesso do que o seu primeiro single "Canibal". A música liderou as paradas na posição #1 se tornando a primeira dos inúmeros um de sua carreira solo.
Alcançou o sucesso com outros hits como "A Lua Que Eu Te Dei", "Pererê", "Empurra, Empurra", "Sorte Grande", "Céu da Boca", "Abalou", "Quando a Chuva Passar", "Berimbau Metalizado", "Cadê Dalila?", entre outros, mesclando uma onda romântica com a batida do pop latino, reggae e axé. Em 2001, lançou o álbum Festa, e a música tema do álbum foi considerada hino do pentacampeonato do futebol brasileiro da Seleção Brasileira.
Entre os prêmios conquistados estão 4 Grammys Latinos, no qual Ivete é a recordista brasileira de indicações, e o recorde de maior vencedora do Troféu Melhores do Ano, a maior premiação da TV brasileira. Com 28 anos de carreira, Ivete Sangalo é a cantora brasileira mais premiada do mundo.

## Honrarias Civis e Militares
- Título de Comendadora do Estado da Bahia 1998[3]
- Título de Cidadã Pernambucana 2002[4]
- Título de Cidadã Soteropolitana 2004[5]
- Medalha Pedro Ernesto e título honorário de Cidadã Carioca 2008[6]
- Medalha da Polícia Militar e do Governo do Estado da Bahia - Símbolo do Carnaval da Polícia Militar - Posto Elevado 2009
- Título de Cidadã Honorária de Minas Gerais 2011[7]
- Título de Amiga da Polícia Civil da Bahia 2011[8]
- Medalha do Mérito do Ministério Público do Estado da Bahia 2011[9]
- Diploma de honra ao Mérito da Ordem dos Músicos do Brasil (OMB)[10]
- Medalha Ordem do Mérito Judiciário do Trabalho (Tribunal Superior do Trabalho) 2012[11]
- Embaixadora da Boa Vontade da ONU contra o Tráfico de Crianças 2013[12]
- Medalha de Honra ao Mérito da Polícia Militar de Sergipe 2014[13]
- Madrinha da Patrulha P-3AM, que pertence ao Esquadrão Orungan da Força Aérea Brasileira (FAB) 2014[14]
- Comenda Dois de Julho pela Assembleia Legislativa da Bahia 2016 [15]

## Prêmio Multishow de Música Brasileira
O Prêmio Multishow de Música Brasileira (PMMB) é a maior premiação musical brasileira, realizada anualmente pelo canal Multishow, desde 1994 com o intuito de premiar os melhores do ano da música brasileira.
| Ano  | Categoria                   | Indicação                                        | Resultado |
| ---- | --------------------------- | ------------------------------------------------ | --------- |
| 1999 | Melhor Cantora              | Ivete Sangalo                                    | Venceu    |
| 2001 | Melhor Música               | Se Eu Não Te Amasse Tanto Assim                  | Venceu    |
| 2002 | Melhor Cantora              | Ivete Sangalo                                    | Indicado  |
| 2002 | Melhor Música               | Festa                                            | Indicado  |
| 2003 | Melhor Cantora              | Ivete Sangalo                                    | Venceu    |
| 2003 | Melhor Música               | Sorte Grande                                     | Indicado  |
| 2005 | Melhor DVD                  | MTV ao Vivo                                      | Venceu    |
| 2006 | Melhor Show                 | Turnê Multishow Ao Vivo no Maracanã              | Venceu    |
| 2007 | Melhor Show                 | Turnê Multishow Ao Vivo no Maracanã              | Venceu    |
| 2007 | Melhor CD                   | Multishow Ao Vivo no Maracanã                    | Venceu    |
| 2008 | Melhor Cantora              | Ivete Sangalo                                    | Venceu    |
| 2008 | Melhor DVD                  | Multishow Ao Vivo no Maracanã                    | Venceu    |
| 2009 | Melhor Cantora              | Ivete Sangalo                                    | Indicado  |
| 2010 | Melhor Cantora              | Ivete Sangalo                                    | Indicado  |
| 2010 | Melhor Show                 | Turnê Mais                                       | Venceu    |
| 2010 | Melhor DVD                  | Multishow Registro: Ivete Sangalo - Pode Entrar  | Indicado  |
| 2010 | Melhor Clipe                | Agora Eu Já Sei                                  | Indicado  |
| 2011 | Melhor Cantora              | Ivete Sangalo                                    | Indicado  |
| 2011 | Melhor Show                 | Turnê Multishow Ao Vivo no Madison Square Garden | Indicado  |
| 2011 | Melhor Música               | Química do Amor (com Luan Santana)               | Indicado  |
| 2011 | Melhor DVD                  | Multishow Ao Vivo no Madison Square Garden       | Venceu    |
| 2012 | Melhor Cantora              | Ivete Sangalo                                    | Venceu    |
| 2012 | Melhor Música               | Darte                                            | Indicado  |
| 2013 | Melhor Cantora              | Ivete Sangalo                                    | Venceu    |
| 2013 | Melhor Show                 | Ivete Sangalo                                    | Indicado  |
| 2013 | Melhor Música               | Dançando                                         | Indicado  |
| 2014 | Melhor Cantora              | Ivete Sangalo                                    | Indicado  |
| 2014 | Melhor Show                 | Ivete Sangalo                                    | Venceu    |
| 2015 | Melhor Cantora              | Ivete Sangalo                                    | Venceu    |
| 2016 | Melhor Cantora              | Ivete Sangalo                                    | Venceu    |
| 2017 | Melhor Cantora              | Ivete Sangalo                                    | Indicado  |
| 2018 | Melhor Cantora              | Ivete Sangalo                                    | Venceu    |
| 2018 | Melhor Música               | Cheguei Pra Te Amar                              | Indicada  |
| 2018 | 'Homenageda Prêmio Especial | Ivete Sangalo                                    | Venceu    |
| 2019 | Melhor Cantora              | Ivete Sangalo                                    | Indicada  |
| 2020 | Melhor Cantora              | Ivete Sangalo                                    | Venceu    |
| 2020 | Live do Ano                 | Ivete Sangalo em Casa                            | Indicada  |
| 2021 | Performance do Ano          | Ivete Sangalo                                    | Venceu    |
| 2024 | Axé/Pagodão do Ano          | Macetando                                        | Venceu    |

## Grammy Latino
Criado em 2000 pela Academia Latina da Gravação para premiar as melhores produções da indústria fonográfica latino-americana de determinado ano.
| Ano  | Categoria                                             | Indicação                                                | Resultado |
| ---- | ----------------------------------------------------- | -------------------------------------------------------- | --------- |
| 2000 | Artista Revelação                                     | Ivete Sangalo                                            | Indicado  |
| 2000 | Melhor Álbum Pop Contemporâneo Brasileiro             | Ivete Sangalo                                            | Indicado  |
| 2001 | Melhor Álbum Pop Contemporâneo Brasileiro             | Beat Beleza                                              | Indicado  |
| 2002 | Melhor Álbum Pop Contemporâneo Brasileiro             | Festa                                                    | Indicado  |
| 2004 | Melhor Álbum Pop Contemporâneo Brasileiro             | Clube Carnavalesco Inocentes em Progresso                | Indicado  |
| 2005 | Melhor Álbum de Música de Raízes Brasileiras          | MTV ao Vivo                                              | Venceu    |
| 2006 | Melhor Álbum Pop Contemporâneo Brasileiro             | As Super Novas                                           | Indicado  |
| 2006 | Melhor Canção Brasileira                              | "Abalou"                                                 | Indicado  |
| 2007 | Melhor Álbum Pop Contemporâneo Brasileiro             | Ivete no Maracanã                                        | Indicado  |
| 2007 | Melhor Vídeo Musical Versão Longa                     | Ivete no Maracanã                                        | Indicado  |
| 2009 | Melhor Álbum Infantil Latino                          | A Casa Amarela (com Saulo Fernandes)                     | Indicado  |
| 2009 | Melhor Álbum Pop Contemporâneo Brasileiro             | Pode Entrar                                              | Indicado  |
| 2009 | Melhor Vídeo Musical Versão Longa                     | Pode Entrar                                              | Indicado  |
| 2009 | Melhor Canção Brasileira                              | "Agora Eu Já Sei"                                        | Indicado  |
| 2011 | Melhor Canção Brasileira                              | "Acelera Aê"                                             | Indicado  |
| 2011 | Melhor Álbum Pop Contemporâneo Brasileiro             | Ivete Sangalo no Madison Square Garden                   | Indicado  |
| 2012 | Gravação do Ano                                       | "Atrás da Porta"                                         | Indicado  |
| 2012 | Álbum do Ano                                          | Ivete, Gil e Caetano (com Gilberto Gil e Caetano Veloso) | Indicado  |
| 2012 | Melhor Álbum de Música Popular Brasileira             | Ivete, Gil e Caetano (com Gilberto Gil e Caetano Veloso) | Venceu    |
| 2012 | Melhor Vídeo Musical Versão Longa                     | Ivete, Gil e Caetano (com Gilberto Gil e Caetano Veloso) | Indicado  |
| 2014 | Melhor Álbum Pop Contemporâneo Brasileiro             | Multishow ao Vivo: Ivete Sangalo 20 Anos                 | Venceu    |
| 2021 | Melhor Álbum de Música de Raízes em Língua Portuguesa | Arraiá da Veveta                                         | Venceu    |

## Troféu Imprensa
O Troféu Imprensa foi criado em 1958 pelo jornalista Plácido Manaia Nunes (falecido em 2007), que na época se reunia com outros jornalistas dos principais veículos da cidade no Sindicato dos Jornalistas do Estado de São Paulo. Eles apenas votavam e os ganhadores ficavam sabendo através da divulgação feita pelos jornais. Ainda não existia a estatueta. Em 1970, Plácido Manaia Nunes cedeu os direitos ao apresentador Silvio Santos, que instituiu o troféu em forma de Oscar e deu novo formato à premiação.
| Ano  | Categoria      | Indicação               | Resultado |
| ---- | -------------- | ----------------------- | --------- |
| 1999 | Melhor Cantora | Ivete Sangalo           | Indicado  |
| 2000 | Melhor Cantora | Ivete Sangalo           | Indicado  |
| 2001 | Melhor Cantora | Ivete Sangalo           | Indicado  |
| 2002 | Melhor Cantora | Ivete Sangalo           | Venceu    |
| 2003 | Melhor Cantora | Ivete Sangalo           | Indicado  |
| 2004 | Melhor Cantora | Ivete Sangalo           | Indicado  |
| 2005 | Melhor Cantora | Ivete Sangalo           | Indicado  |
| 2006 | Melhor Cantora | Ivete Sangalo           | Venceu    |
| 2006 | Melhor Música  | "Quando a Chuva Passar" | Venceu    |
| 2007 | Melhor Cantora | Ivete Sangalo           | Venceu    |
| 2008 | Melhor Cantora | Ivete Sangalo           | Indicado  |
| 2009 | Melhor Cantora | Ivete Sangalo           | Venceu    |
| 2010 | Melhor Cantora | Ivete Sangalo           | Venceu    |
| 2011 | Melhor Cantora | Ivete Sangalo           | Indicado  |
| 2012 | Melhor Cantora | Ivete Sangalo           | Indicado  |
| 2013 | Melhor Cantora | Ivete Sangalo           | Venceu    |
| 2015 | Melhor Cantora | Ivete Sangalo           | Venceu    |
| 2016 | Melhor Cantora | Ivete Sangalo           | Indicado  |
| 2017 | Melhor Cantora | Ivete Sangalo           | Indicado  |
| 2018 | Melhor Cantora | Ivete Sangalo           | Indicado  |

### Troféu Internet
O Troféu Internet foi criado em 2001 pelo apresentador Silvio Santos, e apesar da estatueta do prêmio ser idêntica, ao contrário do Troféu Imprensa a votação é aberta aos internautas. Através da participação dos internautas, são escolhidos os melhores profissionais da televisão e da música brasileira.
| Ano  | Categoria      | Indicação                        | Resultado |
| ---- | -------------- | -------------------------------- | --------- |
| 2001 | Melhor Cantora | Ivete Sangalo                    | Indicado  |
| 2001 | Melhor Música  | Seu Eu Não Te Amasse Tanto Assim | Venceu    |
| 2002 | Melhor Cantora | Ivete Sangalo                    | Venceu    |
| 2003 | Melhor Cantora | Ivete Sangalo                    | Venceu    |
| 2004 | Melhor Cantora | Ivete Sangalo                    | Venceu    |
| 2005 | Melhor Cantora | Ivete Sangalo                    | Venceu    |
| 2006 | Melhor Cantora | Ivete Sangalo                    | Venceu    |
| 2007 | Melhor Cantora | Ivete Sangalo                    | Venceu    |
| 2008 | Melhor Cantora | Ivete Sangalo                    | Venceu    |
| 2009 | Melhor Cantora | Ivete Sangalo                    | Indicado  |
| 2010 | Melhor Cantora | Ivete Sangalo                    | Indicado  |
| 2011 | Melhor Cantora | Ivete Sangalo                    | Venceu    |
| 2012 | Melhor Cantora | Ivete Sangalo                    | Indicado  |
| 2013 | Melhor Cantora | Ivete Sangalo                    | Indicado  |
| 2014 | Melhor Cantora | Ivete Sangalo                    | Indicado  |
| 2015 | Melhor Cantora | Ivete Sangalo                    | Indicado  |
| 2016 | Melhor Cantora | Ivete Sangalo                    | Venceu    |
| 2017 | Melhor Cantora | Ivete Sangalo                    | Indicado  |
| 2018 | Melhor Cantora | Ivete Sangalo                    | Venceu    |
| 2019 | Melhor Cantora | Ivete Sangalo                    | Indicado  |

## Prêmio Faz Diferença
O “Prêmio Faz Diferença” (PFD) é um prêmio anual oferecido pelo jornal O Globo desde 2003, cujo objetivo é homenagear personalidades brasileiras que se destacam nos jornais devido à sua luta para mudar, engrandecer ou melhorar o Brasil com a sua área de atuação.
| Ano  | Categoria | Indicação     | Resultado |
| ---- | --------- | ------------- | --------- |
| 2025 | Música    | Ivete Sangalo | Venceu    |

## Prêmio IBest
Premia as maiores iniciativas do universo digital brasileiro
| Ano  | Categoria                                  | Indicação     | Resultado |
| ---- | ------------------------------------------ | ------------- | --------- |
| 2008 | Melhor Blog de Celebridade                 | Ivete Sangalo | Venceu    |
| 2020 | Personalidade do Ano - Júri Popular        | Ivete Sangalo | Venceu    |
| 2021 | Influenciador do Ano Bahia - Júri Academia | Ivete Sangalo | Venceu    |
| 2021 | Personalidade de Música - Júri Academia    | Ivete Sangalo | Venceu    |
| 2022 | Influenciadora Bahia                       | Ivete Sangalo | Venceu    |

## Prêmio Top Blog
O Prêmio TopBlog é um sistema interativo de incentivo cultural criado no ano de 2008 pela Insere Comunicação Web Ltda, destinado a reconhecer e premiar, mediante a votação popular (Internauta), e acadêmica (Júri acadêmico TOPBLOG), os blogs brasileiros mais populares, que possuam a maior parte de seu conteúdo focado para o público brasileiro, com melhor apresentação técnica específica a cada grupo (Pessoal e Profissional) e suas respectivas categoria.
| Ano  | Categoria                                   | Indicação     | Resultado |
| ---- | ------------------------------------------- | ------------- | --------- |
| 2010 | Melhor Blog de Celebridade - Júri Acadêmico | Ivete Sangalo | Venceu    |
| 2011 | Melhor Blog de Celebridade - Júri Popular   | Ivete Sangalo | Venceu    |

## Troféu Clave
A homenagem exalta o trabalho prestado à música brasileira no país e no mundo. É entregue pela OMB (Ordem dos Músicos do Brasil)
| Ano  | Categoria | Indicação     | Resultado |
| ---- | --------- | ------------- | --------- |
| 2011 | Músico    | Ivete Sangalo | Venceu    |

## BreakTudo Awards
| Ano  | Categoria                 | Indicação     | Resultado |
| ---- | ------------------------- | ------------- | --------- |
| 2016 | Melhor Cantora Brasileira | Ivete Sangalo | Venceu    |
| 2021 | Ícone Pop Brasileiro      | Ivete Sangalo | Venceu    |

## Troféu Castro Alves
É a mais antiga premiação do Carnaval Baiano. Em 1989, a Federação dos Clubes Carnavalescos da Bahia deixou de premiar os Melhores do Carnaval, nesse momento a Revista EXCLUSIVA, já com um ano de cobertura de Carnaval de Salvador, decidiu preencher essa lacuna, criando assim o Troféu Castro Alves, que nos dois primeiros anos tinha o nome de "Troféu da Exclusiva".
| Ano  | Categoria                                     | Indicação                   | Resultado |
| ---- | --------------------------------------------- | --------------------------- | --------- |
| 1995 | Cantora Revelação                             | Ivete Sangalo               | Venceu    |
| 1995 | Melhor Banda                                  | Ivete Sangalo com Banda Eva | Venceu    |
| 1996 | Melhor Cantora                                | Ivete Sangalo               | Venceu    |
| 1997 | Melhor Campanha de Bloco "Coruja"             | Ivete Sangalo               | Venceu    |
| 1998 | Melhor Cantora                                | Ivete Sangalo               | Venceu    |
| 1999 | Melhor Cantora                                | Ivete Sangalo               | Venceu    |
| 2000 | Melhor Coreografia Canibal                    | Ivete Sangalo               | Venceu    |
| 2001 | Melhor bloco alternativo "Cerveja e Cia"      | Ivete Sangalo               | Venceu    |
| 2001 | Melhor Cantora                                | Ivete Sangalo               | Venceu    |
| 2002 | Melhor Cantora                                | Ivete Sangalo               | Venceu    |
| 2002 | Melhor Banda                                  | Banda do Bem                | Venceu    |
| 2002 | Melhor Bloco de Trio                          | Coruja                      | Venceu    |
| 2003 | Melhor Abadá de Bloco                         | Coruja                      | Venceu    |
| 2004 | Melhor Bloco Trio Avenida                     | Coruja                      | Venceu    |
| 2005 | Melhor Cantora                                | Ivete Sangalo               | Venceu    |
| 2006 | Melhor Cantora                                | Ivete Sangalo               | Venceu    |
| 2007 | Melhor Instrumentista                         | Gigi (Banda do Bem)         | Venceu    |
| 2007 | Melhor Cantora                                | Ivete Sangalo               | Venceu    |
| 2007 | Melhor Abadá                                  | Coruja                      | Venceu    |
| 2009 | Hors Concours - Melhor dos Melhores           | Ivete Sangalo               | Venceu    |
| 2010 | Melhor Música de Axé                          | Na Base do Beijo            | Venceu    |
| 2010 | Estatueta Número 1                            | Ivete Sangalo               | Venceu    |
| 2010 | Melhor Performance Feminina                   | Ivete Sangalo               | Venceu    |
| 2010 | Melhor Bloco do Circuito Dodô                 | Cerveja & Cia               | Venceu    |
| 2011 | Melhor Performance Feminina                   | Ivete Sangalo               | Venceu    |
| 2011 | Melhor Música de Axé                          | Desejo de Amar              | Venceu    |
| 2011 | Melhor Bloco do Circuito Dodô                 | Cerveja & Cia               | Venceu    |
| 2012 | Melhor Performance Feminina                   | Ivete Sangalo               | Venceu    |
| 2012 | Melhor Bloco do Circuito Dodô                 | Cerveja & Cia               | Venceu    |
| 2012 | Melhor Técnico de Som de Trio- Trio Demolidor | Kalunga                     | Venceu    |
| 2015 | Melhor Música                                 | Pra Frente                  | Venceu    |
| 2015 | Melhor Bloco                                  | Cerveja & Cia               | Venceu    |
| 2017 | Melhor Performance                            | Ivete Sangalo               | Venceu    |
| 2017 | Melhor Bloco                                  | Cerveja & Cia               | Venceu    |
| 2017 | Bloco do Ano                                  | Cerveja & Cia               | Venceu    |

## Troféu Band Folia
É uma premiação realizada anualmente desde o ano 2000, pela Rede Band de Televisão, durante sua programação de cobertura do Carnaval de Salvador.
| Ano  | Categoria          | Indicação                      | Resultado |
| ---- | ------------------ | ------------------------------ | --------- |
| 2000 | Melhor Cantora     | Ivete Sangalo                  | Venceu    |
| 2001 | Melhor Cantora     | Ivete Sangalo                  | Venceu    |
| 2002 | Melhor Cantora     | Ivete Sangalo                  | Venceu    |
| 2002 | Melhor Música      | Festa                          | Venceu    |
| 2003 | Melhor Cantora     | Ivete Sangalo                  | Venceu    |
| 2004 | Melhor Cantora     | Ivete Sangalo                  | Venceu    |
| 2004 | Melhor Música      | Sorte Grande                   | Venceu    |
| 2005 | Melhor Cantora     | Ivete Sangalo                  | Venceu    |
| 2006 | Melhor Cantora     | Ivete Sangalo                  | Venceu    |
| 2007 | Melhor Cantora     | Ivete Sangalo                  | Venceu    |
| 2009 | Melhor Cantora     | Ivete Sangalo                  | Venceu    |
| 2010 | Melhor Cantora     | Ivete Sangalo                  | Venceu    |
| 2010 | Melhor Música      | Na base do beijo               | Venceu    |
| 2011 | Melhor Cantora     | Ivete Sangalo                  | Venceu    |
| 2012 | Melhor Cantora     | Ivete Sangalo                  | Venceu    |
| 2014 | Melhor Cantora     | Ivete Sangalo                  | Venceu    |
| 2015 | Melhor Cantora     | Ivete Sangalo                  | Venceu    |
| 2015 | Melhor Música      | Pra Frente                     | Venceu    |
| 2015 | Melhor Bloco       | Coruja                         | Venceu    |
| 2016 | Melhor Cantora     | Ivete Sangalo                  | Venceu    |
| 2016 | Melhor Bloco       | Coruja                         | Venceu    |
| 2019 | Melhor Música      | Teleguiado                     | Venceu    |
| 2020 | Melhor Música      | O Mundo Vai                    | Venceu    |
| 2023 | Melhor Cantora     | Ivete Sangalo                  | Venceu    |
| 2023 | Música do Carnaval | "Cria da Ivete"                | Indicada  |
| 2025 | Música do Carnaval | "Energia de Gostosa"           | Indicada  |
| 2025 | Música do Carnaval | "O Verão Bateu Em Minha Porta" | Venceu    |
| 2025 | Melhor Cantora     | Ivete Sangalo                  | Venceu    |
| 2025 | Hit do Verão       | "Lugar Perfeito"               | Indicado  |
| 2025 | Hit do Verão       | "O Verão Bateu Em Minha Porta" | Venceu    |

## Melhores do Ano- Troféu Domingão
O Troféu Domingão Melhores do Ano, ou apenas Melhores do Ano, é uma premiação realizada anualmente pelo programa de televisão brasileiro Domingão do Faustão, da Rede Globo, em que o público vota entre três artistas que brilharam e fizeram sucesso durante o ano na emissora e na música. Os artistas são previamente escolhidos pelos seus funcionários e os três melhores vão para a votação do público.
| Ano  | Categoria      | Indicação               | Resultado |
| ---- | -------------- | ----------------------- | --------- |
| 2000 | Melhor Cantora | Ivete Sangalo           | Venceu    |
| 2001 | Melhor Cantora | Ivete Sangalo           | Indicado  |
| 2002 | Melhor Cantora | Ivete Sangalo           | Indicado  |
| 2002 | Melhor Música  | Festa                   | Venceu    |
| 2003 | Melhor Cantora | Ivete Sangalo           | Venceu    |
| 2004 | Melhor Cantora | Ivete Sangalo           | Venceu    |
| 2004 | Melhor Música  | Sorte Grande            | Venceu    |
| 2005 | Melhor Cantora | Ivete Sangalo           | Indicado  |
| 2006 | Melhor Cantora | Ivete Sangalo           | Venceu    |
| 2006 | Melhor Música  | "Quando A Chuva Passar" | Venceu    |
| 2007 | Melhor Cantora | Ivete Sangalo           | Venceu    |
| 2008 | Melhor Cantora | Ivete Sangalo           | Venceu    |
| 2009 | Melhor Cantora | Ivete Sangalo           | Indicado  |
| 2010 | Melhor Cantora | Ivete Sangalo           | Venceu    |
| 2011 | Melhor Cantora | Ivete Sangalo           | Indicado  |
| 2013 | Melhor Cantora | Ivete Sangalo           | Venceu    |
| 2014 | Melhor Cantora | Ivete Sangalo           | Indicado  |
| 2015 | Melhor Cantora | Ivete Sangalo           | Indicado  |
| 2016 | Melhor Cantora | Ivete Sangalo           | Indicado  |
| 2017 | Melhor Cantora | Ivete Sangalo           | Venceu    |
| 2018 | Melhor Cantora | Ivete Sangalo           | Indicado  |
| 2019 | Melhor Cantora | Ivete Sangalo           | Indicado  |
| 2024 | Música do Ano  | "Macetando"             | Indicado  |

### Troféu Mário Lago
O Troféu Mário Lago é um prêmio honorário concedido por contribuições extraordinárias ao mundo do entretenimento. Segundo Fausto Silva, as principais referências para receber o prêmio são, além de uma carreira profissional de sucesso, versatilidade, dignidade e cumpridor de seu papel de cidadão. Até 2007, o prêmio era entregue no último domingo de cada ano junto com a entrega do prêmio Melhores do Ano no Domingão do Faustão (atualmente é entregue no mês de dezembro de cada ano), apresentado por Silva.
| Ano  | Categoria        | Indicação     | Resultado |
| ---- | ---------------- | ------------- | --------- |
| 2020 | Conjunto da Obra | Ivete Sangalo | Venceu    |

## Prêmio Jovem Brasileiro
| Ano  | Categoria                           | Indicação                                                 | Resultado |
| ---- | ----------------------------------- | --------------------------------------------------------- | --------- |
| 2007 | Melhor Cantora                      | Ivete Sangalo                                             | Venceu    |
| 2011 | Melhor DVD                          | Multishow ao Vivo: Ivete Sangalo no Madison Square Garden | Venceu    |
| 2014 | Melhor Cantora                      | Ivete Sangalo                                             | Venceu    |
| 2015 | Melhor Show                         | Ivete Sangalo                                             | Venceu    |
| 2016 | Melhor Show                         | Ivete Sangalo                                             | Venceu    |
| 2017 | Melhor Cantora                      | Ivete Sangalo                                             | Indicado  |
| 2017 | Melhor Show                         | Ivete Sangalo                                             | Venceu    |
| 2017 | Melhor Instagram                    | Ivete Sangalo                                             | Indicado  |
| 2017 | Melhor Clipe - Avisa Que Eu Cheguei | Ivete Sangalo e Naiara Azevedo                            | Indicado  |
| 2018 | Melhor Cantora                      | Ivete Sangalo                                             | Indicado  |
| 2018 | Melhor Show                         | Ivete Sangalo                                             | Venceu    |
| 2018 | Hit do Ano - Cheguei Pra Te Amar    | Ivete Sangalo e MC Livinho                                | Indicado  |
| 2018 | Hit do Ano - Avisa Que Eu Cheguei   | Ivete Sangalo e Naiara Azevedo                            | Indicado  |
| 2024 | Hit do Ano - Macetando              | Ivete Sangalo                                             | Venceu    |

## Prêmio Sharp(1987 a 1998) /Prêmio Timde Música Brasileira (2003 a 2008)/Prêmio da Música Brasileira(atual)
| Ano  | Categoria                           | Indicação     | Resultado |
| ---- | ----------------------------------- | ------------- | --------- |
| 2005 | Melhor Cantora (Voto Popular)       | Ivete Sangalo | Venceu    |
| 2005 | Melhor Cantora(Categoria Regional)  | Ivete Sangalo | Venceu    |
| 2008 | Melhor Cantora (Voto Popular)       | Ivete Sangalo | Venceu    |
| 2008 | Melhor Cantora (Categoria Regional) | Ivete Sangalo | Venceu    |
| 2013 | Melhor Cantora (Canção Popular)     | Ivete Sangalo | Venceu    |
| 2017 | Melhor Cantora (Canção Popular)     | Ivete Sangalo | Venceu    |

## Prêmio Brasileiro do Ano - Revista Isto É Dinheiro/Isto É Gente/Isto É(Editora Três)
| Ano  | Categoria            | Indicação     | Resultado |
| ---- | -------------------- | ------------- | --------- |
| 2007 | Personalidade do Ano | Ivete Sangalo | Venceu    |

## 4º Prêmio As Mulheres Mais Influentes do Brasil-Gazeta Mercantil
| Ano  | Categoria      | Indicação     | Resultado |
| ---- | -------------- | ------------- | --------- |
| 2007 | Entretenimento | Ivete Sangalo | Venceu    |

## Troféu Dodô e Osmar
Criado em 1992, o Troféu Dodô & Osmar é a premiação mais tradicional do Carnaval de Salvador. A premiação é reconhecida pelos artistas, produtores e demais profissionais e associações carnavalescas de Salvador como a mais importante coroação do Carnaval da Bahia, impulsionando a indústria do entretenimento e destacando a história da Axé Music. Os vencedores são escolhidos durante os dias de folia, por meio de pesquisa de rua realizada pelo Instituto Brasileiro de Opinião Pública e Estatística (IBOPE), nos três circuitos do Carnaval de Salvador.
Lista completa de vencedores desde sua criação em 1992: http://atarde.uol.com.br/trofeudodoeosmar/vencedores
| Ano  | Categoria                            | Indicação                           | Resultado |
| ---- | ------------------------------------ | ----------------------------------- | --------- |
| 1995 | Cantora Revelação                    | Ivete Sangalo                       | Venceu    |
| 1995 | Banda Revelação                      | Banda Eva                           | Venceu    |
| 1996 | Melhor Cantora                       | Ivete Sangalo                       | Venceu    |
| 1997 | Melhor Banda                         | Banda Eva                           | Venceu    |
| 1998 | Melhor Cantora                       | Ivete Sangalo                       | Venceu    |
| 1998 | Melhor Banda                         | Banda Eva                           | Venceu    |
| 1999 | Melhor Cantora                       | Ivete Sangalo                       | Venceu    |
| 2001 | Melhor Cantora                       | Ivete Sangalo                       | Venceu    |
| 2001 | Bloco Alternativo                    | Cerveja & Cia                       | Venceu    |
| 2002 | Melhor Cantora                       | Ivete Sangalo                       | Venceu    |
| 2002 | Melhor Música                        | Festa                               | Venceu    |
| 2002 | Melhor Banda                         | Banda do Bem                        | Venceu    |
| 2002 | Melhor Bloco de Trio                 | Coruja                              | Venceu    |
| 2003 | Melhor Abadá                         | Coruja                              | Venceu    |
| 2004 | Melhor Bloco Avenida                 | Coruja                              | Venceu    |
| 2004 | Melhor Banda                         | Banda do Bem                        | Venceu    |
| 2005 | Melhor Cantora                       | Ivete Sangalo                       | Venceu    |
| 2005 | Melhor Instrumentista                | Toinho Batera                       | Venceu    |
| 2006 | Melhor Cantora                       | Ivete Sangalo                       | Venceu    |
| 2006 | Melhor Percussionista                | Cara de Cobra                       | Venceu    |
| 2007 | Melhor Cantora                       | Ivete Sangalo                       | Venceu    |
| 2007 | Melhor Instrumentista                | Gigi                                | Venceu    |
| 2008 | Melhor Cantora                       | Ivete Sangalo                       | Venceu    |
| 2009 | Melhor Cantora                       | Ivete Sangalo                       | Venceu    |
| 2009 | Melhor Música                        | Cadê Dalila                         | Venceu    |
| 2010 | Melhor Cantora                       | Ivete Sangalo                       | Venceu    |
| 2010 | Melhor Bloco                         | Coruja                              | Venceu    |
| 2010 | Melhor Percussionista                | Cara de Cobra                       | Venceu    |
| 2010 | Produção de Moda de Artista Feminino | Ivete Sangalo                       | Venceu    |
| 2010 | Carnabussines - Encontro de divas    | Caco de Telha                       | Venceu    |
| 2011 | Melhor Cantora                       | Ivete Sangalo                       | Venceu    |
| 2011 | Melhor Bloco                         | Coruja                              | Venceu    |
| 2011 | Camarote mais animado                | Cerveja & Cia                       | Venceu    |
| 2011 | Camarote mais bonito                 | Cerveja & Cia                       | Venceu    |
| 2011 | Carnabussines - DVD Madison          | Ivete Sangalo                       | Venceu    |
| 2014 | Camarote mais animado                | Cerveja & Cia                       | Venceu    |
| 2015 | Bloco Destaque                       | Cerveja & Cia                       | Venceu    |
| 2015 | Melhor Cantora                       | Ivete Sangalo                       | Venceu    |
| 2016 | Melhor Cantora                       | Ivete Sangalo                       | Venceu    |
| 2016 | Melhor Bloco                         | Cerveja & Cia                       | Venceu    |
| 2016 | Momento do Carnaval 2016             | Desfile de Ivete Sangalo sem cordas | Venceu    |

## Troféu Universo Musical
O UNIVERSO MUSICAL entrou no ar em novembro de 2002, e no início de 2003 o site havia escolhido os principais destaques do ano anterior, dos gêneros MPB, Pop-rock, Popular, Samba/Pagode e Gospel, que representam quatro das 33 categorias nacionais . No entanto, com o crescimento do U.M.  na época o maior site especializado em música do país, o único a falar de todos os gêneros musicais, em 2004 decidiu-se realmente premiar aqueles que a equipe de editor , repórter, colaborador e webmaster consideraram os melhores do ano.
| Ano  | Categoria         | Indicação                                 | Resultado |
| ---- | ----------------- | ----------------------------------------- | --------- |
| 2003 | Artista           | Ivete Sangalo                             | Venceu    |
| 2003 | Melhor Disco      | Bloco Carnavalesco Inocentes em Progresso | Venceu    |
| 2003 | Melhor Música     | Sorte Grande                              | Venceu    |
| 2003 | Melhor Show       | Ivete Sangalo                             | Venceu    |
| 2004 | Melhor CD Ao Vivo | MTV Ao Vivo                               | Venceu    |
| 2004 | Melhor Show       | Ivete Sangalo                             | Venceu    |

## Prêmio Áudio
Prêmio idealizado pela AMI Music, foi criado em 1997 com o objetivo de homenagear os profissionais de áudio que mais se destacaram em suas áreas de atuação.
| Ano  | Categoria       | Indicação     | Resultado |
| ---- | --------------- | ------------- | --------- |
| 2011 | Melhor Show     | Ivete Sangalo | Venceu    |
| 2011 | Melhor Gravação | Ivete Sangalo | Venceu    |

## Melhores e Piores - iG
| Ano  | Categoria      | Indicação     | Resultado |
| ---- | -------------- | ------------- | --------- |
| 2003 | Cantora do Ano | Ivete Sangalo | Venceu    |
| 2004 | Música         | Sorte Grande  | Venceu    |
| 2005 | A Mais Sexy    | Ivete Sangalo | Venceu    |

## Troféu Você e a Paz
O Troféu Você e a Paz foi instituído no ano de 2000, tem como objetivo homenagear três segmentos importantes que atuam em prol da humanidade: personalidade física que se doa; empresa que viabiliza e instituição que realiza. Trata-se de uma distinção com que a mansão do Caminho homenageia pessoas e Entidades socias que contribuem para a paz, através de ações relevantes em benefício da fraternidade Universal.
| Ano  | Categoria                       | Indicação     | Resultado |
| ---- | ------------------------------- | ------------- | --------- |
| 2018 | Personalidade Física Que Se Doa | Ivete Sangalo | Venceu    |

## Troféu Caymmi
| Ano  | Categoria         | Indicação     | Resultado |
| ---- | ----------------- | ------------- | --------- |
| 1993 | Cantora Revelação | Ivete Sangalo | Venceu    |

## Melhores do Ano - Planeta Xuxa
| Ano  | Categoria      | Indicação     | Resultado |
| ---- | -------------- | ------------- | --------- |
| 1998 | Melhor Cantora | Ivete Sangalo | Venceu    |

## Prêmio Área Vip
"Promovido anualmente pelo Área VIP, site pioneiro na internet brasileira cobrindo há 21 anos o segmento TV e Famosos, o “Prêmio Área VIP – Melhores da Mídia” tem o objetivo de homenagear profissionais e produções do entretenimento nacional que mais se destacaram na mídia brasileira ao longo de todo o ano."
| Ano  | Categoria   | Indicação     | Resultado |
| ---- | ----------- | ------------- | --------- |
| 2020 | Melhor Live | Ivete em Casa | Venceu    |

## Melhores do Ano - RD1
Premiação realizada pelo site RD1 anualmente com o objetivo de valorizar os profissionais da TV e da música, responsáveis por levar entretenimento e informação para o público.
| Ano  | Categoria            | Indicação                | Resultado |
| ---- | -------------------- | ------------------------ | --------- |
| 2021 | Melhor Apresentadora | Ivete Sangalo            | Venceu    |
| 2021 | Melhor Reality       | The Masked Singer Brasil | Venceu    |

## Melhores do Ano - Natelinha
| Ano  | Categoria               | Indicação                | Resultado |
| ---- | ----------------------- | ------------------------ | --------- |
| 2021 | Melhor Apresentadora    | Ivete Sangalo            | Venceu    |
| 2021 | Melhor Programa Semanal | The Masked Singer Brasil | Venceu    |

## Prêmio Carnatal
| Ano  | Categoria                         | Indicação     | Resultado |
| ---- | --------------------------------- | ------------- | --------- |
| 2010 | Melhor Cantora                    | Ivete Sangalo | Venceu    |
| 2011 | Melhor Cantora                    | Ivete Sangalo | Venceu    |
| 2012 | Melhor Cantora                    | Ivete Sangalo | Venceu    |
| 2012 | Melhor Bloco                      | Cerveja & Cia | Venceu    |
| 2013 | Homenagem aos 20 anos de carreira | Ivete Sangalo | Venceu    |

## Melhores do Ano -TV Diário(Ceará)
| Ano  | Categoria               | Indicação     | Resultado |
| ---- | ----------------------- | ------------- | --------- |
| 2012 | Melhor Atração Nacional | Ivete Sangalo | Venceu    |

## Prêmio MZO TV
| Ano  | Categoria      | Indicação     | Resultado |
| ---- | -------------- | ------------- | --------- |
| 2013 | Melhor Cantora | Ivete Sangalo | Venceu    |

## Troféu Celebrity E!
| Ano  | Categoria          | Indicação     | Resultado |
| ---- | ------------------ | ------------- | --------- |
| 2013 | Celebridade do Ano | Ivete Sangalo | Venceu    |

## Troféu Oscar Folia
Os melhores da Micareta de Feira de Santana
| Ano  | Categoria             | Indicação     | Resultado |
| ---- | --------------------- | ------------- | --------- |
| 2012 | Melhor Atração Pipoca | Ivete Sangalo | Venceu    |

## Prêmio JornalDiário de SP
| Ano  | Categoria      | Indicação     | Resultado |
| ---- | -------------- | ------------- | --------- |
| 2012 | Melhor Cantora | Ivete Sangalo | Venceu    |
| 2013 | Melhor Cantora | Ivete Sangalo | Venceu    |

## Troféu Bahia Folia
| Ano  | Categoria          | Indicação                         | Resultado |
| ---- | ------------------ | --------------------------------- | --------- |
| 2002 | Música do Carnaval | "Festa"                           | Venceu    |
| 2004 | Música do Carnaval | "Sorte Grande"                    | Indicada  |
| 2009 | Música do Carnaval | "Cadê Dalila?"                    | Venceu    |
| 2010 | Música do Carnaval | "Na Base do Beijo"                | Indicada  |
| 2020 | Música do Carnaval | "O Mundo Vai"                     | Venceu    |
| 2021 | Música do Carnaval | "Tá Solteira, Mas Não Tá Sozinha" | Venceu    |
| 2023 | Música do Carnaval | "Cria da Ivete"                   | Indicado  |
| 2024 | Música do Carnaval | "Macetando" (com Ludmilla)        | Venceu    |
| 2025 | Música do Carnaval | "O Verão Bateu Em Minha Porta"    | Venceu    |

## Brazil Foundation
| Ano  | Categoria              | Indicação     | Resultado |
| ---- | ---------------------- | ------------- | --------- |
| 2014 | Global Brazilian Award | Ivete Sangalo | Venceu    |

## Troféu Barra Mulher
| Ano  | Categoria              | Indicação     | Resultado |
| ---- | ---------------------- | ------------- | --------- |
| 2017 | Personalidade Feminina | Ivete Sangalo | Venceu    |

## Troféu Elas por Ela
| Ano  | Categoria                   | Indicação     | Resultado |
| ---- | --------------------------- | ------------- | --------- |
| 2018 | Mulheres que fazem História | Ivete Sangalo | Venceu    |

## SBT Folia
| Ano  | Categoria                 | Indicação                      | Resultado |
| ---- | ------------------------- | ------------------------------ | --------- |
| 2016 | Musa do Carnaval          | Ivete Sangalo                  | Venceu    |
| 2017 | Musa do Carnaval          | Ivete Sangalo                  | Venceu    |
| 2018 | Melhor Música do Carnaval | "No Groove (Pega, Pega, Pega)" | Venceu    |

## Troféu Axé Canto do Povo de um Lugar
O Grupo Metrópole e a produtora Macaco Gordo lançaram em 2024 a primeira edição do Troféu Axé - Canto do Povo de um Lugar, que premiou em três categorias os melhores da festa momesca na capital baiana
| Ano  | Categoria          | Indicação                    | Resultado |
| ---- | ------------------ | ---------------------------- | --------- |
| 2024 | Música do Carnaval | Macetando                    | Venceu    |
| 2025 | Música do Carnaval | O Verão Bateu em Minha Porta | Venceu    |

|}

## Prêmio Pride - Popline
| Ano  | Categoria          | Indicação | Resultado |
| ---- | ------------------ | --------- | --------- |
| 2024 | Música do Carnaval | Macetando | Venceu    |

## Prêmio Correio Folia
Premiação dada por voto popular pelo Jornal Correio da Bahia
| Ano  | Categoria          | Indicação                         | Resultado |
| ---- | ------------------ | --------------------------------- | --------- |
| 2020 | Música do Carnaval | "O Mundo Vai"                     | Venceu    |
| 2021 | Música do Carnaval | "Tá Solteira, Mas Não Tá Sozinha" | Venceu    |
| 2023 | Música do Carnaval | "Cria da Ivete"                   | Indicada  |
| 2024 | Música do Carnaval | "Macetando"                       | Indicada  |
| 2025 | Música do Carnaval | "O Verão Bateu Em Minha Porta"    | Venceu    |

## MTV

### VMB-Video Music Brasil
| Ano  | Categoria                | Indicação                               | Resultado |
| ---- | ------------------------ | --------------------------------------- | --------- |
| 1999 | Melhor Videoclipe de Axé | Carro Velho - Banda Eva (Ivete Sangalo) | Venceu    |

### MTV Miaw
| Ano  | Categoria      | Indicação     | Resultado |
| ---- | -------------- | ------------- | --------- |
| 2020 | Live das Lives | Ivete Sangalo | Venceu    |

## Prêmio F5
| Ano  | Categoria                          | Indicação     | Resultado |
| ---- | ---------------------------------- | ------------- | --------- |
| 2014 | Melhor Cantora                     | Ivete Sangalo | Venceu    |
| 2017 | Bafão do Ano - Gravidez das gêmeas | Ivete Sangalo | Venceu    |
| 2020 | Live do Ano                        | Ivete Sangalo | Venceu    |

## Meus Prêmios Nick
| Ano  | Categoria                                          | Indicação     | Resultado |
| ---- | -------------------------------------------------- | ------------- | --------- |
| 2002 | Música Favorita - Festa                            | Ivete Sangalo | Venceu    |
| 2007 | Videoclipe Nacional Favorito - Berimbal Metalizado | Ivete Sangalo | Venceu    |
| 2008 | Melhor Cantora                                     | Ivete Sangalo | Venceu    |
| 2010 | Melhor Cantora                                     | Ivete Sangalo | Indicado  |
| 2012 | Melhor Cantora                                     | Ivete Sangalo | Indicado  |
| 2014 | Melhor Cantora                                     | Ivete Sangalo | Indicado  |
| 2015 | Melhor Cantora                                     | Ivete Sangalo | Indicado  |
| 2017 | Instagram Brasileiro Favorito                      | Ivete Sangalo | Indicado  |

## Prêmio Radio Globo
| Ano  | Categoria       | Indicação                       | Resultado |
| ---- | --------------- | ------------------------------- | --------- |
| 2007 | Melhor Show     | Ivete Sangalo                   | Venceu    |
| 2007 | Melhor Parceria | Ivete Sangalo e Saulo Fernandes | Venceu    |
| 2007 | Melhor Fanclube | Ivete Sangalo                   | Venceu    |

## Prêmio RádioTransamérica
| Ano  | Categoria                                 | Indicação                        | Resultado |
| ---- | ----------------------------------------- | -------------------------------- | --------- |
| 2010 | Melhor Cantora dos 25 anos de Axé         | Ivete Sangalo                    | Venceu    |
| 2010 | Melhor Música do Carnaval                 | Na Base do Beijo (Ivete Sangalo) | Venceu    |
| 2010 | Melhor Empresa de Entretenimento da Bahia | Caco de Telha (Ivete Sangalo)    | Venceu    |
| 2010 | Música Mais Pedida na Rádio               | Na Base do Beijo (Ivete Sangalo) | Venceu    |
| 2010 | Melhor Percussionista                     | Fabio O'Brian (Ivete Sangalo)    | Venceu    |

## PrêmioItapoan FM
| Ano  | Categoria                         | Indicação                      | Resultado |
| ---- | --------------------------------- | ------------------------------ | --------- |
| 2011 | Música do Carnaval                | Desejo de Amar                 | Venceu    |
| 2016 | Melhor Bloco                      | Coruja                         | Venceu    |
| 2025 | Música do Carnaval                | "O Verão Bateu Em Minha Porta" | Venceu    |
| 2025 | Melhor Cantora dos 40 anos de Axé | Ivete Sangalo                  | Venceu    |
| 2025 | Melhor Música dos 40 anos de Axé  | Festa                          | Venceu    |

## PrêmioSucesso FM
| Ano  | Categoria                         | Indicação     | Resultado |
| ---- | --------------------------------- | ------------- | --------- |
| 2009 | Música do Carnaval                | Dalila        | Venceu    |
| 2009 | Prêmio de Reconhecimento Nacional | Ivete Sangalo | Venceu    |

## PrêmioItaparica FM
| Ano  | Categoria          | Indicação | Resultado |
| ---- | ------------------ | --------- | --------- |
| 2009 | Música do Carnaval | Dalila    | Venceu    |

## Prêmio Festa & Folia
Prêmio entregue pela Revista baiana de entretenimento Festa & Folia, do jornalista Pio Medrado. A imagem do prêmio está no Instagram do Canal
| Ano  | Categoria          | Indicação                    | Resultado |
| ---- | ------------------ | ---------------------------- | --------- |
| 2025 | Música do Carnaval | O Verão Bateu em Minha Porta | Venceu    |

## PrêmioO Bahia Post
O Prêmio O Bahia Post é uma honraria concedida pelo portal de jornalismo O Bahia Post, sediado em Salvador, Bahia. Criado com o propósito de reconhecer expressões artísticas de relevância no cenário musical e cultural do estado, o prêmio destaca-se por seu caráter analítico, sua independência editorial e por adotar critérios técnicos e populares na escolha de seus laureados.
| Ano  | Categoria          | Indicação                    | Resultado |
| ---- | ------------------ | ---------------------------- | --------- |
| 2025 | Música do Carnaval | O Verão Bateu em Minha Porta | Venceu    |

## Prêmio RádioBahia FM
| Ano  | Categoria          | Indicação | Resultado |
| ---- | ------------------ | --------- | --------- |
| 2009 | Música do Carnaval | Dalila    | Venceu    |

## Prêmio RádioNova Salvador
| Ano  | Categoria          | Indicação | Resultado |
| ---- | ------------------ | --------- | --------- |
| 2009 | Música do Carnaval | Dalila    | Venceu    |

## Troféu BNews Folia
| Ano  | Categoria       | Indicação     | Resultado |
| ---- | --------------- | ------------- | --------- |
| 2020 | Melhor Música   | O Mundo Vai   | Venceu    |
| 2020 | Melhor Bloco    | Coruja        | Venceu    |
| 2020 | Melhor Cantora  | Ivete Sangalo | Venceu    |
| 2020 | Melhor Figurino | Ivete Sangalo | Venceu    |

## TroféuPiatã FM/ Piatã De Ouro
| Ano  | Categoria               | Indicação                       | Resultado |
| ---- | ----------------------- | ------------------------------- | --------- |
| 2006 | Melhor Cantora          | Ivete Sangalo                   | Venceu    |
| 2007 | Mídia do Ano            | Ivete Sangalo                   | Venceu    |
| 2007 | Empresário do Ano       | Jesus Sangalo (Ivete Sangalo)   | Venceu    |
| 2007 | Melhor Banda            | Banda do Bem (Ivete Sangalo)    | Venceu    |
| 2009 | Melhor Cantora          | Ivete Sangalo                   | Venceu    |
| 2011 | Melhor Cantora          | Ivete Sangalo                   | Venceu    |
| 2017 | Música do Carnaval 2017 | O Doce                          | Indicado  |
| 2017 | Melhor Cantora          | Ivete Sangalo                   | Venceu    |
| 2017 | Melhor Fã Clube         | Ivete Sangalo                   | Venceu    |
| 2021 | Música do Carnaval      | Tá Solteira, Mas Não Tá Sozinha | Venceu    |
| 2024 | Música do Carnaval      | Macetando                       | Venceu    |
| 2025 | Música do Carnaval      | "O Verão Bateu Em Minha Porta"  | Venceu    |

## Troféu Ih, Miga!
| Ano  | Categoria                          | Indicação     | Resultado |
| ---- | ---------------------------------- | ------------- | --------- |
| 2017 | Melhor Pipoca                      | Ivete Sangalo | Venceu    |
| 2019 | Melhor Projeto Visual Bloco Coruja | Ivete Sangalo | Venceu    |
| 2020 | Melhor Cantora                     | Ivete Sangalo | Venceu    |
| 2020 | Melhor Projeto visual de Trio      | Ivete Sangalo | Venceu    |
| 2021 | Melhor Live                        | O Trio        | Venceu    |

## Prêmio Folia
| Ano  | Categoria                   | Indicação                 | Resultado |
| ---- | --------------------------- | ------------------------- | --------- |
| 2014 | Melhor Performance Feminina | Ivete Sangalo             | Venceu    |
| 2014 | Melhor Performance Axé      | Ivete Sangalo             | Venceu    |
| 2014 | Show do Ano                 | Ivete Sangalo DVD 20 anos | Venceu    |

## Melhores do Pré-Caju
Troféu entregue pela TV Cidade (Sergipe) aos melhores da micareta Pré-Caju
| Ano  | Categoria               | Indicação                | Resultado |
| ---- | ----------------------- | ------------------------ | --------- |
| 2012 | Melhor bloco            | Ivete Sangalo            | Venceu    |
| 2013 | Melhor                  | Ivete Sangalo            | Venceu    |
| 2024 | Melhor Puxadora de Trio | Ivete Sangalo            | Venceu    |
| 2024 | Melhor Bloco            | Com Amor - Ivete Sangalo | Venceu    |

## Premio Extra de TV
| Ano  | Categoria     | Indicação | Resultado |
| ---- | ------------- | --------- | --------- |
| 2016 | Trilha Sonora | O farol   | Venceu    |

## Troféu Tô Na Fama
Organizado pelo programa Tô Na Fama! da Rede TV! e pelo portal tonafama.ig.com.br, o evento destaca o talento, a inovação e o impacto cultural dos premiados
| Ano  | Categoria                | Indicação     | Resultado |
| ---- | ------------------------ | ------------- | --------- |
| 2024 | Homenagem 40 anos de Axé | Ivete Sangalo | Venceu    |

## Prêmio Tudo de Bom -Jornal O Dia
| Ano  | Categoria | Indicação     | Resultado |
| ---- | --------- | ------------- | --------- |
| 2007 | Musa      | Ivete Sangalo | Venceu    |

## Troféu Top TVZ Multishow
| Ano  | Categoria               | Indicação     | Resultado |
| ---- | ----------------------- | ------------- | --------- |
| 2011 | Melhor Artista Nacional | Ivete Sangalo | Venceu    |

## Troféu Leão Lobo
| Ano  | Categoria      | Indicação                 | Resultado |
| ---- | -------------- | ------------------------- | --------- |
| 2004 | Melhor Cantora | Ivete Sangalo             | Venceu    |
| 2004 | Melhor Música  | Faz Tempo - Ivete Sangalo | Indicado  |
| 2005 | Melhor Cantora | Ivete Sangalo             | Venceu    |
| 2006 | Melhor Cantora | Ivete Sangalo             | Venceu    |

## Capricho Awards
| Ano  | Categoria               | Indicação     | Resultado |
| ---- | ----------------------- | ------------- | --------- |
| 2007 | Melhor Cantora Nacional | Ivete Sangalo | Venceu    |

## Splash Awards
| Ano  | Categoria                           | Indicação     | Resultado |
| ---- | ----------------------------------- | ------------- | --------- |
| 2020 | Melhor Live de Música               | Ivete Sangalo | Venceu    |
| 2021 | Melhor apresentação de reality show | Ivete Sangalo | Venceu    |

## Melhores do Ano Coluna da TV
| Ano  | Categoria      | Indicação     | Resultado |
| ---- | -------------- | ------------- | --------- |
| 2020 | Melhor Cantora | Ivete Sangalo | Venceu    |

## Prêmio Backstage Melhores do Ano
| Ano  | Categoria      | Indicação     | Resultado |
| ---- | -------------- | ------------- | --------- |
| 2020 | Cantora do Ano | Ivete Sangalo | Venceu    |
| 2020 | Live do Ano    | Ivete Sangalo | Venceu    |
| 2020 | Hit do Ano     | O Mundo Vai   | Venceu    |

## Brazilian International Press Award
| Ano  | Categoria               | Indicação     | Resultado |
| ---- | ----------------------- | ------------- | --------- |
| 2011 | Melhor Show             | Ivete Sangalo | Venceu    |
| 2014 | Show on Tour - Cantoras | Ivete Sangalo | Indicado  |

## Open Web Awards
| Ano  | Categoria                     | Indicação     | Resultado |
| ---- | ----------------------------- | ------------- | --------- |
| 2009 | Best Celebrity to Follow      | Ivete Sangalo | Venceu    |
| 2009 | Best Musical Artist to Follow | Ivete Sangalo | Venceu    |
| 2009 | Twitter User of the Year      | Ivete Sangalo | Venceu    |

## Shorty Awards
| Ano  | Categoria        | Indicação     | Resultado |
| ---- | ---------------- | ------------- | --------- |
| 2010 | Categoria Música | Ivete Sangalo | Venceu    |

## Prêmio Contigo! de TV
O Prêmio Contigo! de TV foi realizado anualmente entre 1996 e 2015, com exceção dos anos de 1999, 2000 e 2001 em que a premiação não foi realizada. O evento era considerado o Oscar da TV brasileira e tinha como objetivo celebrar a dramaturgia brasileira na televisão, e prestar uma homenagem aos artistas. Eram entregues prêmios em categorias como Melhor telenovela, minissérie, ator, atriz, etc.
Em dezembro de 2017, o prêmio se transformou em uma enquete online, passando a se chamar Prêmio Contigo! Online, incluindo muitas categorias novas, como melhor cantora, cantor, dupla sertaneja, grupo musical, revelação musical, hit do ano, clipe, filme, peça de teatro, apresentador, apresentadora, e jornalista.
| Ano  | Categoria    | Indicação                 | Resultado |
| ---- | ------------ | ------------------------- | --------- |
| 2013 | Revelação TV | Maria Machadão (Gabriela) | Venceu    |

## Latin Music Italian Awards
Latin Music Italian Awards, premiação italiana que elege os destaques da música latina.
| Ano  | Categoria                         | Trabalho      | Resultado |
| ---- | --------------------------------- | ------------- | --------- |
| 2017 | Best Brazilian Artist of the Year | Ivete Sangalo | Indicada  |

## Prêmio CONTIGO! Online
O Prêmio Contigo! Online é a primeira edição online feita pela revista Contigo!, para premiar os melhores do ano.
| Ano  | Categoria            | Trabalho                 | Resultado |
| ---- | -------------------- | ------------------------ | --------- |
| 2018 | Melhor Cantora       | Ivete Sangalo            | Venceu    |
| 2018 | Melhor Clipe         | À Vontade                | Venceu    |
| 2019 | Melhor Cantora       | Ivete Sangalo            | Indicada  |
| 2020 | Personalidade do Ano | Ivete Sangalo            | Venceu    |
| 2021 | Melhor Live          | O Trio                   | Venceu    |
| 2021 | Melhor Apresentadora | Ivete Sangalo            | Venceu    |
| 2021 | Melhor Reality Show  | The Masked Singer Brasil | Venceu    |

## Homenagens e eleições diversas

### Enredo Homenagem da Escola de SambraGRES Grande RionoCarnaval2017
"Ivete do Rio ao Rio!" 
Para o carnaval de 2017, a Grande Rio anunciou um enredo em homenagem a cantora Ivete Sangalo. O enredo foi anunciado na quadra da escola, em Duque de Caxias, com a presença da própria homenageada. Fez um desfile correto e empolgante, contando a história da cantora, desde as origens em Juazeiro até alcançar o sucesso. Ivete desfilou em dois momentos, o primeiro na comissão de frente, e depois retornando na última alegoria. Na apuração, a escola terminou em quinto lugar.

### Proclamação honorária do Ivete Sangalo Day, na cidade deOrlando- FL - EUA 2020
19 de janeiro: é neste dia que se comemora o Ivete Sangalo Day, em Orlando-Flórida. A cantora baiana recebeu esta homenagem de Ricardo Villar, CEO da Florida Cup, no domingo (19 de janeiro de 2020), após fazer shows lotados no Music Plaza Stage, dentro do Universal Studios. Tony Ortiz, subprefeito de um dos distritos da cidade, entregou nas mãos da cantora uma placa assinada pelo prefeito de Orlando, Buddy Dyer, declarando o Ivete Sangalo Day 

### Homenageada pela cidade deJuazeiro- BA dando nome ao circuito do Carnaval da cidade na Avenida Adolfo Viana: Pólo Ivete Sangalo - 2014
O local onde acontece o Carnaval de Juazeiro/BA, a  Avenida Adolfo Viana seguindo em direção a Orla I, foi batizado como "Circuito Ivete Sangalo", em homenagem a uma das mais ilustres filhas da cidade.

### Instituto de Ensino e Pesquisa (IEP) - Pavilhão Ivete SangaloHospital do Câncer de Barretos
Ivete foi homenageada batizando o Instituto de Prevenção de Câncer Ivete Sangalo: um prédio de 7,2 mil metros quadrados, na cidade de Barretos/SP, que realiza exames preventivos de câncer de colo uterino, boca e mama. Além dos exames, o estabelecimento abriga o Hemonúcleo e o Departamento de Ensino e Pesquisa. Há uma outra unidade do Instituto localizada em Juazeiro/BA 

### Ivete Sangalodá nome aFerryboatque liga Salvador a Itaparica, na Bahia
O ferry boat Ivete Sangalo foi inaugurado oficialmente em agosto de 2008 em Salvador e contou com a presença da cantora baiana que dá nome à embarcação e do então governador da Bahia Jaques Wagner.

### Homenagem noEstádio Manoel Barradas(Barradão)
Ivete recebeu de seu time de coração uma placa e um espaço com seu nome, no estádio Barradão 

### Artista que mais vendeu DVDs no mundo em 2008
O feito impressiona: lançado em abril de 2007, o DVD "Ao vivo no Maracanã", de Ivete Sangalo, vendeu 604 mil cópias (554 mil no Brasil e 50 mil em Portugal). Números que garantem à cantora baiana alguns títulos: no Brasil, foi o DVD mais vendido no ano passado, e também desde o surgimento do formato (superando o seu anterior, "MTV ao vivo", agora no segundo lugar, com 482 mil cópias); e ainda o mais vendido em 2007 de sua gravadora, Universal, em todo o mundo. Para se ter uma ideia, o segundo lugar da Universal no mundo em 2007, "Unplugged in New York", do Nirvana, vendeu 172 mil cópias.

### Revista Rolling Stone

#### 2012
- As 100 maiores vozes da música brasileira [124]

Na edição de aniversário de 6 anos da Rolling Stone Brasil, a revista apresentou um ranking, elaborado por um time de 60 especialistas, que definiu quais são as 100 maiores vozes da história da nossa música. Ivete Sangalo aparecia na 100º posição

### Billboard

#### 2017
- Eleição de melhor refrão do século - Festa [125]

A Billboard Brasil reuniu um júri especializado para escolher o melhor refrão desse século. O refrão de Festa, composição de Anderson Cunha, gravada por Ivete Sangalo em seu primeiro álbum solo, foi o escolhido.

### Revista Isto É Gente

#### 2002
- As 25 mulheres mais sexy do Brasil [126]

A Revista Isto É Gente em sua edição especial de 3º aniversário elegeu os 50 mais sexy do Brasil. 25 homens e 25 mulheres. Ivete Sangalo é a 13ª da lista

#### 2004
- As 10 mulheres mais independentes do Brasil [127]

Elas construíram trajetórias admiráveis, invejadas e até polêmicas. As 10 mulheres mais independentes do país são soberanas nas suas escolhas e fiéis a si mesmas. Ivete Sangalo é a 5ª da lista

### Revista Isto É

#### 2008
- 10 mulheres mais poderosas do Brasil [128]

Elas inspiram o país em diferentes atividades e simbolizam a força feminina na era da globalização. Ivete Sangalo aparece na lista que não possui um ranking
- 100 brasileiros mais influentes [129]

Ivete Sangalo aparece na lista de mais influentes da revista sendo citada como "a mais bem-sucedida artista brasileira".

### Revista Época
Quem são as pessoas mais influentes do Brasil, capazes de liderar, inspirar ou comover os brasileiros? A Revista Época fazia anualmente esta pergunta, e por 3 anos Ivete Sangalo foi citada.

#### 2007
- Os 100 Brasileiros mais influentes

#### 2010
- Os 100 Brasileiros mais influentes

#### 2014
- Os 100 Brasileiros mais influentes

### Revista Forbes

#### 2013
- Cantora mais influente do Brasil e 9ª celebridade mais influente [131]

Pela primeira vez, a Revista Forbes trouxe ao Brasil a lista de celebridades mais influentes do país. Os critérios de escolha ficaram por conta de atributos como fama, dinheiro e poder.

#### 2014
- Mulher mais poderosa do Brasil [132]

Ivete Sangalo desbancou Gisele Bündchen e foi eleita a mulher mais poderosa na lista dos brasileiros mais influentes de 2014 da Forbes Brasil. A cantora ocupa a quarta colocação no ranking geral. A übermodel vem logo atrás, na 5ª posição.

#### 2016
- Brasileira mais popular da Internet [133]

Neymar e Ivete Sangalo são os brasileiros mais populares na internet, segundo a revista Forbes

#### 2019
- Uma das 20 Mulheres mais poderosas do Brasil [134]

A seleta lista Forbes das 20 Mulheres Mais Poderosas do Brasil é uma mostra de que o rumo para a equidade de gênero no mercado de trabalho é um caminho sem volta. A lista reúne mulheres que brilham nos negócios, na moda, nos esportes e nas redes sociais, entre outras áreas. Ivete Sangalo marca presença na lista

### Instituto Ipsosde Pesquisa
Instituto Ipsos é a terceira maior empresa de pesquisa e de inteligência de mercado do mundo.

#### 2017
- Celebridade mais influente e popular do Brasil [135]

Uma pesquisa realizada pelo Instituto Ipsos em outubro de 2017 revelou que a cantora Ivete Sangalo é a personalidade mais influente e popular do Brasil.

#### 2020
- Cantora mais conhecida e influente do Brasil [136]

Pesquisa aponta Ivete Sangalo como a cantora mais conhecida e mais influente do país

### Agência iFruit
A iFruit é a empresa pioneira no Brasil em marketing de influência, atuando desde 2012 com influenciadores digitais e celebridades dos mais variados segmentos e tamanhos, em mais de 400 cases.

#### 2016
- Mãe mais influente das redes sociais [137]

Agência especializada em influenciadores nas mídias sociais aponta quais são as 10 mães famosas que se destacam nas redes

### Agência Digital LabPop Content
A LabPop nasceu em 2010, no Rio de Janeiro, como uma agência de marketing digital. Logo se diferenciou no mercado com um mix de jornalismo, marketing estratégico e tecnologia.

#### 2012
- Celebridade mais Influente da Internet Brasileira [138]

Em pesquisa divulgada em abril de 2012, a cantora Ivete Sangalo foi eleita a celebridade mais influente da internet brasileira segundo a LabPop Content, agência digital que monitora conteúdo na web